# 岩坪健
岩坪 健（いわつぼ たけし、1957年1月19日 - ）は、日本古典文学者。文学博士（論文博士・1991年）（学位論文「源氏物語古注釈の研究 -中世源氏学の流れ-」）。同志社大学文学部教授。

## 経歴
京都府京都市に生まれる。1981年京都大学文学部国語学国文学科卒業。1989年大阪大学大学院文学研究科博士後期課程単位取得退学。大阪大学では伊井春樹の教えを受けた。
1991年「源氏物語古注釈の研究 -中世源氏学の流れ-」で文学博士の学位を取得。
親和女子大学助教授、同志社大学文学部国文学科教授、同大学院文学研究科国文学専攻博士課程後期課程教授。
1989年、「源氏物語の二段階伝授について－河内方と四辻善成・一条兼良をめぐって」で第16回日本古典文学会賞を受賞。2014年、『源氏物語の享受 注釈・梗概・絵画・華道』で第15回紫式部学術賞を受賞。

## 著書
- 『源氏物語古注釈の研究』和泉書院 1999
- 『光源氏とティータイム』新典社新書 2008
- 『ウラ日本文学 古典文学の舞台裏』新典社新書 2011
- 『源氏物語の享受 注釈・梗概・絵画・華道』和泉書院 2013

### 編著
- 『源氏物語古注集成 第21巻 仙源抄 類字源語抄 続源語類字抄』編 おうふう 1998
- 『『源氏小鏡』諸本集成』編 和泉書院 2005
- 『錦絵で楽しむ源氏絵物語』編著 和泉書院 2009
- 『『しのびね物語』注釈』和泉書院 2016